# ウォルター・リップマン
ウォルター・リップマン（Walter Lippmann、1889年9月23日 - 1974年12月14日）は、アメリカ合衆国の著作家、ジャーナリスト、政治評論家であり、「冷戦」の概念を最初に導入した人々のひとりとして、また、現代における心理学的な意味での「ステレオタイプ」という言葉を生み出し、さらに新聞のコラムや著作、特に1922年に出版された『世論』を通してメディアと民主主義を批評したことで知られている。
リップマンは有力な著作家として、外交問題評議会のフォーリン・アフェアーズに寄稿していたが、編集責任者ハミルトン・フィッシュ・アームストロングの妻とリップマンが関係をもったため、両者は仲違いし、リップマンは評議会を離れた。リップマンは、第一次世界大戦後にウッドロウ・ウィルソンが設けた調査機関「インクワイアリー（The Inquiry）」にも加わり、調査責任者となった。民主主義におけるジャーナリズムの役割についての彼の見解は、当時ジョン・デューイが著述していた内容とは対照的なものであり、後年リップマン＝デューイ論争 (Lippmann-Dewey debate) と称された。リップマンはピューリッツァー賞を2度受賞しているが、そのひとつはシンジケートを通して多くの新聞に掲載されたコラム「Today and Tomorrow」に対するものであり、もうひとつは1961年におこなったニキータ・フルシチョフへのインタビューに対するものであった。
リップマンは様々な呼称で大いに賞賛されており、20世紀における「最も影響力のあった (most influential)」ジャーナリスト、「現代ジャーナリズムの父 (Father of Modern Journalism)」などとも評されている。
マイケル・シャドセンの記すところによれば、ジェームズ・W・ケアリーは、ウォルター・リップマンの著作『世論』を「現代ジャーナリズムを創始した著作 (the founding book of modern journalism)」、「アメリカにおけるメディア研究を創始した著作 (the founding book in American media studies)」と位置付けていたという。

## 生涯
ドイツからのユダヤ移民の三世としてニューヨークに生まれる。
1906年にハーバード大学に入学し3年間で全単位を修得し、最後の1年は同大学の教授で哲学者のジョージ・サンタヤナの助手を務める。1910年に最優等賞にて卒業。
卒業後、雑誌の編集助手を探していた著名なジャーナリストのリンカーン・ステファンズの招きに応じて『エヴリバディーズマガジン』の編集に携わる。1912年にはニューヨーク州スケネクタディ市の新市長でアメリカ社会党のG・ランの補佐になるが4ヶ月で辞職する。翌年には処女作である『政治序説』を発刊。同年に『ニュー・リパブリック』の創刊に携わり、セオドア・ルーズベルトとともに「ニュー・ナショナリズム」を説く。
第一次世界大戦中、ウッドロウ・ウィルソン大統領のアドヴァイザーを務め、情報将校として渡仏し、対ドイツ軍に対する宣伝ビラの作成をしたり、「十四か条の平和原則」の原案作成に関わる。「各民族の自治権は確立しても、ハプスブルク帝国を解体してはならない」とウィルソン大統領に進言し、草案にオーストリア＝ハンガリー帝国の存続を盛り込んだ。結局オーストリア＝ハンガリー帝国は崩壊してしまったが、リップマンは「これが中欧の政治的均衡を破壊し、ヒトラーへの道を開いた」と後々まで嘆いたという。
戦後間もない1922年に『世論』を刊行。『ニューヨーク・ワールド』紙の論説委員・編集長を務めた後、『ニューヨーク・ワールド』紙の廃刊にともない、ライバル紙であった『ニューヨーク・ヘラルド・トリビューン』紙のコラムニストになる。1931年9月8日から、彼のトレード・マークともなったコラム『Today and Tomorrow』が『ニューヨーク・ヘラルド・トリビューン』紙に掲載される。マッカーシズムとベトナム戦争に対し、鋭い批判を行い、ジョンソン政権と「リップマン戦争」と呼ばれる激しい論争を起こす。1967年5月25日の掲載を最後に『Today and Tomorrow』を断筆。
1974年にニューヨークにて85歳で死去。1958年と1962年の2回、ピュリッツァー賞を受賞している。著書『世論』は、大衆社会化する現代におけるメディアの意義を説いた本として、ジャーナリズム論の古典として知られる。

## 著書

### 単著
- A Preface to Politics, (Kennerley, 1913).
- Drift and Mastery: An Attempt to Diagnose the Current Unrest, (Mitchell Kennerley, 1914).
- The Stakes of Diplomacy, (Holt, 1915).
- The Political Scene: An Essay on the Victory of 1918, (Allen & Unwin, 1919).
- Liberty and the News, (Harcourt, Brace and Howe, 1920).
- Public Opinion, (Harcourt, 1922).

中島行一・山崎勉治訳『輿論』（大日本文明協會事務所, 1923年）
高根正昭ほか訳『世論 世界大思想全集』（河出書房新社, 1963年）
掛川トミ子訳『世論』（岩波書店「岩波文庫」上・下, 1987年）
- The Phantom Public, (Harcourt, 1925).

河崎吉紀訳『幻の公衆』（柏書房, 2007年）
- Men of Destiny, (Macmillan, 1927).
- A Preface to Morals, (Macmillan, 1929).
- Interpretations, 1931-1932, (Macmillan, 1932).
- The United States in World Affairs: An Account of American Foreign Relations, 1931, (Harper, 1932).
- A New Social Order: An Address Delivered on Charter Day at the University of California at Berkeley, California, on March 23rd, 1933, (John Day, 1933).
- The Method of Freedom, (Macmillan, 1934).
- The New Imperative, (Macmillan, 1935).
- An Inqiry into the Principles of the Good Society, (Little, Brown, 1937).
- The Good Society, (Allen & Unwin, 1938).
- Some Notes on War and Peace, (Macmillan, 1940).
- U. S. Foreign Policy: Shield of the Republic, (Council on Books in Wartime, 1943).
- U. S. War Aims, (Little, Brown, 1944).
- The Cold War: A Study in U. S. Foreign Policy, (Harper & Brothers, 1947).
- Isolation and Alliances: An American Speaks to the British, (Little, Brown, 1952).
- Public Opinion and Foreign Policy in the United States, (Allen & Unwin, 1952).
- Essays in the Public Philosophy, (Little, Brown, 1955).
- The Public Philosophy, (Hamilton, 1955).

矢部貞治訳『公共の哲学』（時事通信社, 1957年）
小林正弥訳『リップマン公共哲学』（勁草書房, 2023年）
- The Communist World and Ours, (Little, Brown, 1958).
- The Coming Tests with Russia, (Little, Brown, 1961).
- Western Unity and Common Market, (Little, Brown, 1962).

大木雅夫訳『ヨーロッパの政治と経済』（ダイヤモンド社, 1963年）
- The essential Lippmann: a political philosophy for Liberal Democracy (Random House, 1963/Harvard University Press, 1982).

『リップマンの真髄 : 自由民主主義のための政治哲学』（時事通信社「時事新書」全4冊, 1965年）
C.ロシター／J.レーア(Clinton Rossiter ＆ James Lare)編、矢部貞治訳
- Early Writings, (Liveright, 1970).
- Public Persons, (Liveright, 1976).

### 共編著
- A Modern Reader: Essays on Present-Day Life and Culture, co-edited with Allan Nevins, (Heath and Co., 1936).

### 対談・書簡集
- Conversations with Walter Lippmann: Transcribed with the Cooperation of the Columbia Broadcasting System Inc, with Edward Weeks, (Little, Brown, 1965).
- Public Philosopher: Selected Letters of Walter Lippmann, ed. by John Morton Blum, (Ticknor & Fields, 1985).

## 伝記
- ロナルド・スティール 『現代史の目撃者―リップマンとアメリカの世紀』
第33回全米図書賞「歴史・伝記部門」（浅野輔訳、TBSブリタリカ（上下）、1982年）
- ジョン・ラスキン 『ウォルター・リップマン―正義と報道の自由のために』（鈴木忠雄訳、人間の科学社、1980年、新版1996年）

### 研究
- 岩切博史『Ｗ・リップマンと二〇世紀国際政治―哲人ジャーナリストが見たアメリカ外交』（志學社、2011年）